# 木村朗
木村 朗（きむら あきら、1954年8月23日 - ）は、日本の政治学者、鹿児島大学教授。専門は平和学。

## 経歴・人物
北九州市小倉生まれ。北九州工業高等専門学校を中退、福岡県立小倉高等学校を経て九州大学法学部に入学し、政治学を専攻。九州大学大学院法学研究科に進学、1984年3月九州大学法学修士。博士課程在籍中の1985年9月-1987年3月、政府交換留学生としてベオグラード大学政治学部に留学。 1988年3月九州大学大学院法学研究科政治学専攻単位取得後退学。
九州大学法学部助手を経て、1988年10月に鹿児島大学法文学部に赴任。1997年4月より現職。
社会人も対象とする自主ゼミ「平和問題ゼミナール」を開講。市民団体「かごしま平和ネットワーク」「かごしま憲法9条ネットワーク」「みんなで平和をつくる会」「かごしま9条の会」 に参加。長崎平和研究所客員研究員、九州平和教育研究協議会会長、日本平和学会理事・平和運動分科会責任者、独立言論フォーラム代表理事、ISF編集長。川内原発差止訴訟原告団副団長。
また、ドナルド・トランプを支持していたと言われている。Xのアカウントでは、反ワクチンの主張も頻繁にポスト・リポストしている。

## 著作

### 単著
- 『危機の時代の平和学』法律文化社、2006年6月
- 『市民を陥れる司法の罠―志布志事件と裁判員制度をめぐって』南方新社、2011年

### 共著・編著
- 木村朗編『核の時代と東アジアの平和-冷戦を越えて』法律文化社、2005年
- 木村朗編『米軍再編と前線基地・日本 市民講座いまに問う』凱風社、2007年5月
- 木村朗編『9・11事件の省察 - 偽りの反テロ戦争とつくられる戦争構造』凱風社、2007年9月
- 木村朗編『メディアは私たちを守れるか? 松本サリン・志布志事件にみる冤罪と報道被害 市民講座いまに問う』凱風社、2007年11月
- 木村朗、ピーター・カズニック『広島・長崎への原爆投下再考－日米の視点』法律文化社、2010年
- 前田朗、鈴木裕子、根津公子、安里英子、金静寅、辛淑玉、木村朗、立野正裕『平和力養成講座－非国民が贈る希望のインタビュー』現代人文社、2010年
- 木村朗編『九州原発ゼロへ、48の視点 ～玄海・川内原発の廃炉をめざして』南方新社、2013年
- 孫崎享、木村朗編『終わらない＜占領＞ 対米自立と日米安保見直しを提言する！』法律文化社、2013年
- 鳥越俊太郎、木村朗編『20人の識者がみた「小沢事件」の真実～捜査権力とメディアの共犯関係を問う』日本文芸社、2013年
- 木村朗、前田朗編著『21世紀のグローバル・ファシズム～侵略戦争と暗黒社会を許さないために』耕文社、2013年
- 木村朗、前田朗、加藤朗『闘う平和学～平和づくりの理論と実践』三一書房、2014年